# Night (film)
Night är en amerikansk animerad kortfilm från 1930. Filmen ingår i Silly Symphonies-serien.

## Handling
Filmen utspelar sig under nattetid och handlar om ett gäng djur som dansar och sjunger i närheten av en gammal kvarn.

## Om filmen
Filmen visades ursprungligen i en blåtonad bildversion.
I filmen spelas bland annat Månskenssonaten av Beethoven och An der schönen blauen Donau av Strauss den yngre.